# كايت مارك
كايت مارك هي علامة تصديق على جودة المنتجات والخدمات في المملكة المتحدة والتي تملكها وتشغلها مؤسسة المعايير (BSI Group)البريطانية .
تستخدم علامة كايت مارك بشكل متكرر لتحديد المنتجات التي تكون فيها السلامة ذات أهمية قصوى ، مثل خوذات التصادم وأجهزة إنذار الدخان ودفاعات الفيضانات. في السنوات الأخيرة ، تم تطبيق كايت مارك أيضًا على مجموعة من الخدمات ، مثل التركيبات الكهربائية ؛ خدمة السيارات وإصلاح الحوادث. وتركيب النوافذ.

## نشأة كايت مارك
تم تصميم علامة الكايت مارك اولًا في عام 1903 كرمز لتحديد المنتجات المصنعه لتلبية مواصفات المعايير البريطانيه ،و قد جاء شكل الكايت مارك من شكل الطائرة الورقية التي تم رسمها بجهاز للرسم ،
(B)حرف يشير للبريطانيين على ظهره ،حرف (S) يشير للمعيار و محاطًا بحرف (V) للتحقق.
جاء شكل الكايت مارك من شكل الطائرة الورقية التي رسمها بجهاز للرسم ، في وقت لاحق، تم تسجيل كايت مارك  كعلامة تجارية في 12 يونيو 1903  وعلى هذا النحو أصبحت من أقدم علامات جودة المنتج في العالم و التي لا تزال في الاستخدام المنتظم.

### التاريخ
تم استخدام كايت مارك في البداية كعلامة تجارية في قضبان الترام في عام 1903 وكان له دور أساسي في تقليل عدد مواصفات القضبان من 75 إلى 5. ،ظهر أول مخطط كايت مارك كامل - وهو ما يعادل علامة كايت مارك اليوم - في عام 1926 ،عندما حصلت شركة الكهرباء العامة على كايت مارك لتجهيز الإضاءة.
و خلال العقود القليلة التالية ، كان استخدام كايت مارك  مقصورًا إلى حد كبير على التطبيقات التقنية والهندسية حتى عام1950 عندما أدى الازدهار في المنتجات الاستهلاكية إلى زيادة القلق بشأن سلامة المنتجات. في الستينيات ، تم استخدام كايت مارك لتحديد المنتجات الآمنة في مجالات مثل ملابس النوم ، والأثاث المنزلي ، ومواقد الضغط وخوذات الدراجات النارية.
و بإدخال معايير أنظمة إدارة الجودة في خطط كايت مارك في فترة السبعينيات تم تطويرها في مجالات مثل الزجاج المزدوج و السلامة من الحرائق ،و اليوم هناك أكثر من 450 علامة كايت مارك فردية تغطي كل شيء من لوحات الدوائر المطبوعة و إلى علامات الماشية.